# Dziadek i wnuczek
Dziadek i wnuczek (Der alte Großvater und der Enkel) – baśń opublikowana przez  braci Grimm w 1812 roku w zbiorze ich  Baśni (tom 1, nr 78). 

## Treść[1]
Pewien staruszek był tak zniedołężniały, że podczas posiłku ledwo trzymał łyżkę i zawsze rozlewał. Gniewało to syna i synową, którzy kazali mu jadać za piecem z małej miski, z której trudno mu było najeść się do syta. Pewnego dnia jego miska rozbiła się. Wtedy kupili mu drewnianą miskę, z której musiał jadać. Staruszek ciężko znosił te upokorzenia. 
Pewnego dnia jednak mąż i żona zobaczyli swojego synka, jak strugał deseczki. Kiedy zapytali go co robi, odparł, że struga koryto, z którego mamusia i tatuś będą jedli kiedy on będzie duży. Wówczas ojciec i matka zawstydzili się. Przeprosili dziadka i od tej pory jadał już z nimi zawsze przy stole.